# Mont Nyukasa
Le mont Nyukasa (入笠山, Nyūkasa-yama) est une montagne située à l'extrémité septentrionale des monts Akaishi (aussi connus sous le nom d'Alpes du Sud), au sein de la préfecture de Nagano, au Japon.
Bien que faisant partie des « Alpes du Sud », le mont Nyukasa n'est pas compris dans le parc national des Alpes du Sud. On y dénombre de multiples voies d'escalade, et le sommet offre une vue sur le mont Fuji.
L'Agence d'exploration aérospatiale japonaise (l'agence spatiale japonaise) y entretient un observatoire près du sommet.